# ぶな屋敷

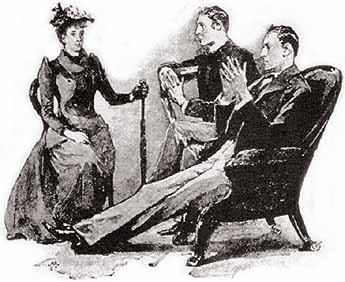
1892年6月、ストランド・マガジンに掲載されたシドニー・パジェットによる「ぶな屋敷」の挿絵。相談を持ち掛けるバイオレットと話を聞くホームズ、ワトソン

「ぶな屋敷」（ぶなやしき、The Adventure of the Copper Beeches）は、イギリスの小説家、アーサー・コナン・ドイルによる短編小説。シャーロック・ホームズシリーズの一つで、56ある短編小説のうち12番目に発表された作品である。「ストランド・マガジン」1892年6月号初出。同年発行の短編集『シャーロック・ホームズの冒険』(The Adventures of Sherlock Holmes) に収録された。
ドイルの母が物語のアイディアを思いついた作品である。ドイルはホームズ物語を打ち切るつもりでいたが、この作品のアイディアを得たことで、ホームズは命長らえることになった。

## あらすじ
「ぶなの木屋敷」（The Copper Beeches、固有名詞）と呼ばれる邸宅での、住み込みの家庭教師を引き受けるべきか迷っている若い女性バイオレット・ハンターが、依頼人としてホームズのもとを訪れる。勤め先を解雇された彼女は、女性のための家庭教師紹介所へ行っていたが、ある日そこの事務室には、担当の女性の他にルーカッスルという男性がいた。彼はハンターを見て、「これ以上の人はいない」と絶賛し、以前の勤務先が月に4ポンドの報酬と聞いて、100ポンドという高額の年俸（2倍以上）を約束。更には、その一部を前渡しする。だがその雇用条件には、亡母からも喜ばれていた長い金髪を切り、ショートにしてきてほしいなどの奇妙なものがあり、その場では断ってしまったと言うのだ。
しかし、生活が苦しくなっているところへ、せっかく舞い込んだ働き口を切り捨ててしまった事にハンターは後悔していた。そこへ、ルーカッスル本人から“是非再考を求める”という手紙が届く。そこには、スカウトに応じてもらえるなら、年俸を当初条件から20パーセント加算する用意があるとも書いてあった（＝合計120ポンド）。だが、髪を切ることだけは変わらなかった。実際に勤めてみなければ、何が奇妙で疑わしいかの判断がつかないので、その屋敷に行きなさい、との意見を得たハンターは、現地へ出発することにした。不思議なことが起きたら連絡しなさい、とのホームズの言葉を頼りにして。ハンターはさっそく長い金髪を切り、ぶな屋敷での仕事に向かった。
駅へ迎えに来ていたルーカッスルの馬車で、屋敷に着いてみれば、ルーカッスル夫人も子供も正常な人間だった。子供の性格がわがままではあったが。召使のトラー夫妻は、夫のほうはしょっちゅう酔っぱらっていたが、とりわけ気になることはなかった。ただ、ルーカッスルは大きな犬を飼っていて、夜ごとに敷地内に放しているので、夜は建物の外へ出ないよう厳重に注意された。屋敷内では家庭教師の仕事のほかに、指定の服に着替えさせられたり、むやみに本を読ませられた。それらはいつでも、ハンターが窓に背を向けた状態で行われることは不思議だった。ある日、壊れた鏡の破片をハンカチに隠して、窓の外をうかがうと、屋敷の垣根のところに男の姿が見えた。また、自分が切った金髪と同じようなものを、自室の引出しの中に見つけた。さらには、二階に４つの窓が並んでいる別棟の入り口は、常に施錠されているのだが、たまたまトラーが鍵をかけ忘れたときに入ってみたら、中に人間のいる気配がした。
これらを奇妙に感じたハンターは、シャーロック・ホームズに電報を打ち、近くの町のホテルで会って相談することにした。
そしてホームズの調査により、ぶな屋敷の秘密が明らかになる。ルーカッスルは前妻との間に生まれた娘が、亡き妻から受け継いだ莫大な遺産の横取りを狙っており、ハンターの存在が娘の替え玉として必要だったのだ。